# Dapperbuurt
De Dapperbuurt is een buurt in het stadsdeel Oost in Amsterdam. Zij wordt begrensd door de Linnaeusstraat, Oetewalerpad, Pontanusstraat, Singelgracht/Lozingskanaal en de Mauritskade.
Het Burgerziekenhuis stond aan de Linnaeusstraat. Het speciaal voor de kleine burgerij van die stad gebouwde hospitaal werd in 1889 in gebruik genomen en heeft tot 1991 als ziekenhuis gefunctioneerd.
Voor statistische doeleinden rekent de gemeente Amsterdam ook het Polderweggebied (met de Van der Vijverstraat en het Oosterspoorplein) tot de Dapperbuurt.

## Geschiedenis

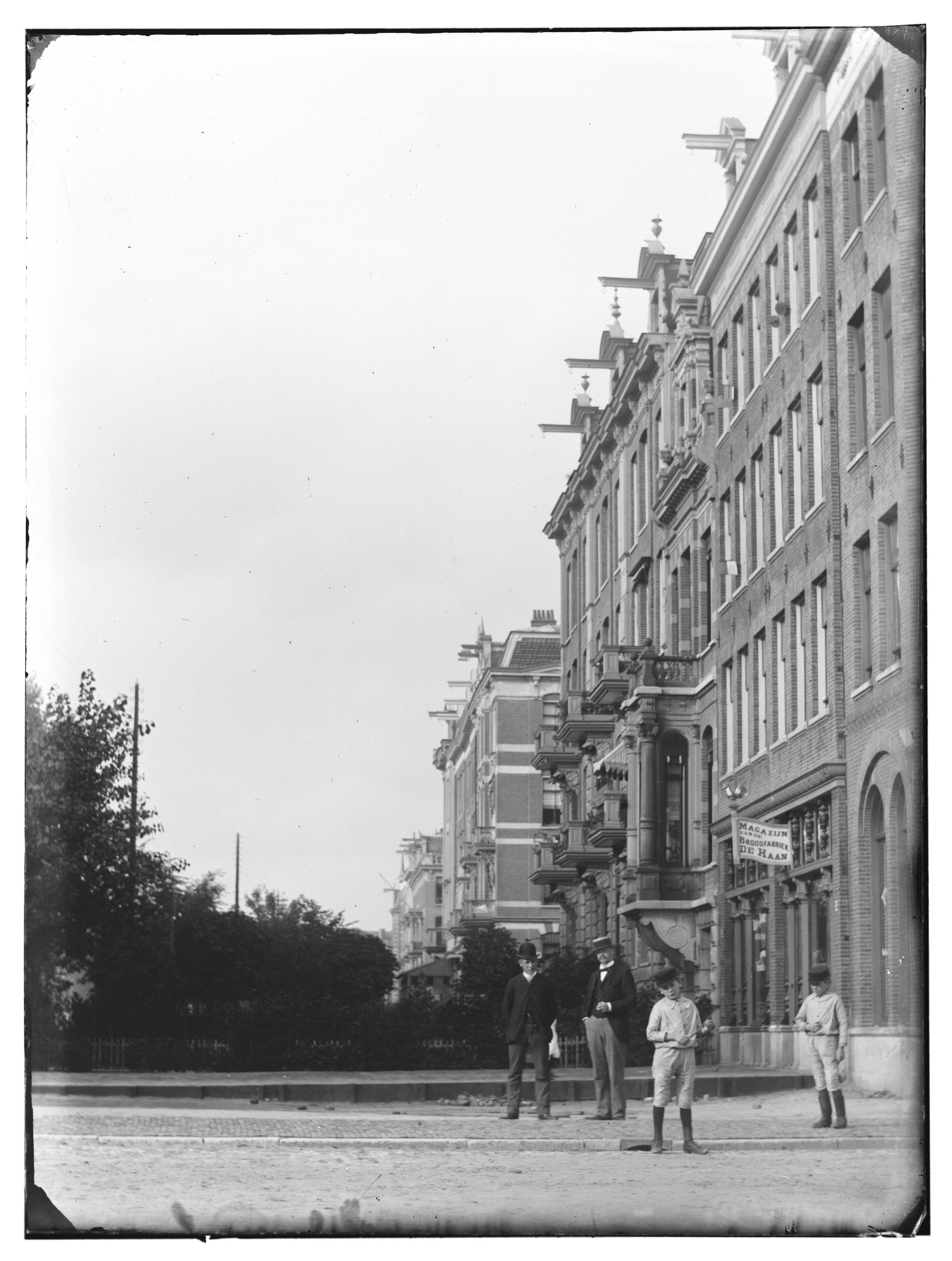
Foto uit 1892 van Jacob Olie, gezien vanaf de hoek van de Eerste Van Swindenstraat naar de Mauritskade. Rechts de ingang van de Wagenaarstraat.

De Dapperbuurt is ontstaan aan het eind van de negentiende eeuw. Uitgangspunt was het plan van de Amsterdamse stadsplanoloog Kalff uit 1875, waarin rechthoekige blokken domineerden. Vanaf 1876 werden de getekende straten in rap tempo volgebouwd met revolutiebouw. De kwaliteit was vaak matig; al in 1899 stortte een blok woningen aan de Pieter Nieuwlandstraat/hoek Dapperstraat in elkaar.
Hoewel een paar straten een voornaam aanzien hadden was de Dapperbuurt vooral een arbeidersbuurt, met relatief meer protestanten dan de overwegend katholieke Oosterparkbuurt. De wijk herbergde ook veel socialistische arbeiders en joden, die in 1881 een synagoge bouwden aan de Commelinstraat. De Nederlands Hervormde Muiderkerk, tegenwoordig PKN-kerk, werd aan de rand van de buurt gebouwd, aan de Linnaeusstraat.
De Tweede Wereldoorlog bracht aan de buurt zware schade toe. Veel joodse bewoners werden weggevoerd; de synagoge en een aantal huizen werden verwoest.
Na de oorlog waren veel straten er slecht aan toe. In de jaren zeventig werd voorgesteld een aantal blokken te slopen; voor de bewoners die moesten verhuizen werd nieuwbouw gerealiseerd in de Roomtuintjes. De actiegroep De Sterke Arm eiste betaalbare huren voor de bewoners, en wist ervoor te zorgen dat de stadsvernieuwing zo werd uitgevoerd dat de huurders van een oud blok naar een nieuw konden doorschuiven. Deze methode werd vervolgens ook in de andere stadsvernieuwingsbuurten gevolgd.

## Dappermarkt
Centraal in de wijk ligt de Dapperstraat, genoemd naar Olfert Dapper, waar van maandag tot en met zaterdag de Dappermarkt wordt gehouden. Na de Albert Cuypmarkt is dit de bekendste en drukste markt van Amsterdam.

## Stadsdelen
Met de instelling van de stadsdelen werd de Dapperbuurt in 1990 ingedeeld bij stadsdeel Oost. In 1998 fuseerde dit met het stadsdeel Watergraafsmeer. Het nieuwe stadsdeel kreeg de naam Oost-Watergraafsmeer. Sinds de herindeling van de Amsterdamse stadsdelen in 2010 ligt de Dapperbuurt in het stadsdeel Oost.

## Trams in de Dapperbuurt
Sinds 1901 hebben de volgende tramlijnen in en langs de Dapperbuurt gereden: 1, 3, 6, 7, 9, 10, 11, 12, 14, 15, 19, 21 en 26. Tot 1948 reden er trams door de Eerste en Tweede Van Swindenstraat, met tot 1939 eindpunt nabij het oude station Muiderpoort. De overweg die deze straat verbond met de Javastraat in de Indische Buurt werd in 1939 door de Van Swindenspoorbrug vervangen.
De tramlijnen 1, 3, 14 en 19 rijden nog steeds door of langs de Dapperbuurt.

## "De Dapperstraat"

Domweg gelukkig in de Dapperstraat

De straat heeft literaire bekendheid gekregen door het gedicht De Dapperstraat van J.C. Bloem. De tekst is op een woonblok aan de Dapperstraat aangebracht.

## Personen waar straten en gebouwen naar zijn vernoemd
De meeste straten zijn genoemd naar geschiedschrijvers over Amsterdam, historici en schrijvers
- Johannes Christiaan Breen (1865-1927) – Stadsarchivaris van Amsterdam
- Hajo Brugmans (1868-1939) – Hoogleraar algemene geschiedenis, schreef over Amsterdam
- Caspar Commelin (1636-1693) – Geschiedschrijver onder andere over Amsterdam
- Olfert Dapper (1636-1689) – Geneesheer en schrijver van De Beschrijvinge van Amsterdam
- Tobias van Domselaer (1611-1685) – Schrijver van de Geschiedenis van Amsterdam
- Jan ter Gouw (1814-1894) – Onderwijzer, geschiedschrijver onder andere over Amsterdam
- Philip von Zesen (1619-1689) – Duits geleerde schreef, Beschreibung der Stadt Amsterdam
- Daniel Albert Wijttenbach (1746-1820) – Hoogleraar in de letteren en wijsbegeerte
- Pieter Nieuwland (1764-1794) – Nederlands schrijver
- Jean Henri van Swinden (1746-1823) – Wis- en natuurkundige, voerde de huisnummering in Amsterdam in
- Pieter Vlaming (1686-1734) – Nederlands schrijver
- Jan Wagenaar (1709-1773) – Nederlands geschiedschrijver over Nederland en Amsterdam
- Nic. De Roever (1850-1893) – Stadsarchivaris van Amsterdam en schreef daarover
- Johannes Isacus Pontanus (1571-1639) – Hoogleraar, schreef: Historische Beschrivinghe der seer beroemde Coopstadt Amsterdam
- Caspar Georg Carl Reinwardt (1773-1854) – Bioloog naar wie 'n onderdeel van de Amsterdamse Hogeschool voor de Kunsten is genoemd dat in deze buurt is gevestigd.
- Cornelis van der Vijver (1784-1855) – Schrijver van de Geschiedkundige beschrijving der Stad Amsterdam
- Carl Linnaeus (1707-1778) – Zweeds natuuronderzoeker
- Stoffel Froneman (1846-1913) – Boerengeneraal in twee oorlogen
- Christiaan Frederik Beyers (1869-1914) – Boerengeneraal in 2e boerenoorlog
- Woltera van Rees (1883-1942) – Legde op 5-jarige leeftijd, als kleindochter van Petrus Augustus de Génestet, de eerste steen van het toenmalige Burgerziekenhuis aan de Linnaeusstraat

Overige straten in de Dapperbuurt
- Oetewalerstraat en pad – Genoemd naar het oude dorpje Oetewaal
- Roomtuintjes